# Џамија Султана Мурата II
Џамија Султана Мурата II једна је од џамија у Рожају у Црној Гори. Направљена је 1450. године у исто време када је направљена и тврђава у њеној околини од стране султана Мурата II. Срушена је и поново направљена 2008. године.

## Опште информације
Пре свега, подигнута је у стилу старих кућа у Рожајима 1450. године, а затим реконструисана од стране Исламског савета 1967. године. Џамија има турбе, подигнуто по налогу Хуршид-паше Багдадлија 1854. године на гробу Мухамеда Ужичанина, који је написао стихове који сведоче о историји ове џамије.
Године 2005. амбасадор Турске у Србији и Црној Гори Сервет Октем донирао је 65.000 евра председнику општине Рожаје за реконструкцију џамије, која је делом срушена, а онда потпуно реновирана 2008. године. Унутрашњост џамије украшена је орнаментима и арабескама, а кубета су калиграфски исписана ајетима.